# Überfahrt (Anna Seghers)
Überfahrt ist eine Erzählung aus dem Alterswerk von Anna Seghers, die – um 1965 ins Auge gefasst – 1971 in Berlin erschien. Die Autorin erhielt im selben Jahr für den Text den Nationalpreis 1. Klasse.
Während der Fahrt auf einem polnischen Frachter von Bahia nach Rostock schüttet der Tropenmediziner Dr. med. Ernst Triebel in der Binnenerzählung einem Fremden sein Herz aus – erzählt dem Ingenieur Franz Hammer die Geschichte seiner unglücklichen Liebe zu der aus Thüringen stammenden Brasilianerin  Maria Luísa Wiegand.
Kurt Batt nimmt die Geschichte als ein Stück Autobiographie der Autorin, in der sie ihre „Heimkehr aus der Emigration“ thematisiert. Batt schreibt, Anna Seghers „gestaltet im Bild einer Atlantiküberquerung die Menschheitsfrage des Übergangs in eine neue Welt“.

## Überblick
Der Erfurter Ernst Triebel hat drei Seereisen von Deutschland nach Brasilien und zurück unternommen. Auf der ersten flüchtet er als Schuljunge nach der Kristallnacht zusammen mit seinen Eltern aus Deutschland. Seine Mutter ist Jüdin. Die zweite Reise führt ihn als Portugiesisch-Dolmetscher eines republikflüchtigen Professors nach Brasilien. Und auf der dritten Reise folgt er als angehender Tropenarzt der Einladung eines brasilianischen Kollegen.
In der Rahmenerzählung gibt der DDR-Auslandsmonteur Franz Hammer die oben genannte Geschichte aus dem Munde Triebels wieder. Während die Erzählzeit der Rahmung sich streng auf die drei Wochen Überfahrt beschränkt, überspannt die Binnengeschichte Jahrzehnte – die Zeit ab 1938.
1961 hat Anna Seghers auf Einladung ihres Freundes Jorge Amado eine Brasilienreise auf einem polnischen Schiff unternommen. 1963 erfolgte ihre zweite Reise dorthin.
Der Text verweist auf Zeitgeschichtliches; enthält mehrere Fingerzeige auf den Holocaust. Anna Seghers lässt zum Beispiel Triebel erzählen: „Es war um die Zeit, in der die Sowjets die ersten Vernichtungslager entdeckt hatten.“
Zu Zeiten des Kalten Krieges geschrieben, irritieren etliche ideologisch durchsetzte Passagen den heutigen Leser, wenn er nur wenig über das geteilte Deutschland weiß. Als Beispiele seien die FDJ-Gruppe an Triebels Universität oder auch Seghers´ Polemik in Verbindung mit den „Republikflucht“ der DDR-Intelligenzler – zeitweise in hellen Scharen via West-Berlin – aufgeführt.
Goethe wird auf dem Ilmenauer Gickelhahn gesucht und gefunden, García Lorca wird vorgenommen und der 1939 auf der Flucht vor General Franco gestorbene Machado geehrt. Die Freundschaft mit dem deutschen Nachbarn Polen wird beschworen. Anna Seghers gelingt das in ihrer letzten weit ausholenden Erzählung mit einem Lobgesang auf die zwei polnischen Schreiber Norwid und Joseph Conrad. Heinz Neugebauer bemerkt dazu: „Der Kunst schreibt sie [Anna Seghers] die Macht zu, Menschen zu verändern und zu verbinden.“

## Inhalt
Rahmenerzählung
Die äußere Handlung wird dargeboten als Reisebericht des Ich-Erzählers Franz Hammer. Der Ingenieur lernt Ernst Triebel in Brasilien während des Einschiffens auf der Norwid kennen. Hammer war nach Rio Grande do Sul geflogen und hatte dort DDR-Landmaschinen repariert. Nun will er zurück in die DDR zu seiner Frau und den beiden kleinen Töchtern. Der polnische Kaffee-Frachter hat ein paar Passagierkabinen.
Binnenerzählung
Ernst Triebels erste Reise
Maria Luísa – eine Waise, die bei ihrer Tante Elfriede lebt – hilft dem Schuljungen Ernst Triebel ab 1939 beim Erlernen der portugiesischen Sprache. Nebenbei unterhalten sich die beiden über alles Mögliche, zum Beispiel über Familiäres – warum Frau Elfriede Altmeier ihr Hausmädchen Odilia hinausgeworfen und das Mädchen Emma, eine Deutsche, eingestellt hat oder auch über Abseitigeres – wie Vargas dem Hitler die Frau des Prestes ausgeliefert hat. Maria Luísa und Ernst Triebel bestehen ihre Schulabschlussprüfung. Triebel beginnt ein Medizinstudium. Tante Elfriede möchte Maria Luísa in ihrem Geschäft beschäftigen und in Bälde verheiraten. Triebel sei kein Mann für die Nichte – so die Tante. Maria Luísa und Triebel machen gemeinsam eine Busreise nach Congonhas und begeistern sich für die Skulpturen und Reliefs Aleijadinhos. Aus der Freundschaft der beiden wird Liebe.
Nach Kriegsende wird der antifaschistische Vater Triebels „von seinem alten Berufsfreund“ in die Ostzone gerufen. Der Vater, ein Arzt, hat in Greifswald eine Professur in Aussicht und fährt. Ernst Triebel muss mit. Der Sohn begreift den Vater nicht. Wie kann er in ein so verrottetes Land zurück?
Ab 1946 in der Ostzone
In Ernst Triebels neuem Wohnumfeld geschieht während der Hungersnot Furchtbares. Ein Großvater – beim Mundraub ertappt worden – sticht auf den eigenen Enkel mit dem Brotmesser ein. Aus Nürnberg kommt verstörende Nachricht. Ein Assistenzarzt bleibt dem Gericht fern. Er erschießt sich. Im KZ hatte er Inhaftierte totgespritzt. Tagebuchartig teilt der Heimkehrer lauter solche Vorkommnisse Maria Luísa brieflich mit. Die Adressatin antwortet, dieses Leben sei unerträglich. Neben dem Studium übersetzt Triebel für einen ostdeutschen Verleger Azevedos „Der Mulatte“ bis in die Nacht hinein aus dem Portugiesischen ins Deutsche. Das Honorar soll der geliebten Maria Luísa die Reise in die Ostzone ermöglichen. Das Mädchen, durch die Berichte des Geliebten abgeschreckt, heiratet in Brasilien um 1949 einen Schulfreund – den begüterten Kaufmann Rodolfo.
Ernst Triebels zweite Reise
Nach dem Sommer 1951 fährt Triebel als Portugiesisch sprechender Assistent des Leipziger Professors Adalbert Dahlke – ehemals deutscher Offizier – über Gdynia mit der gläsernen Frau im Gepäck zu einer Ausstellung nach São Paulo. Das ehemalige Hausmädchen Emma nimmt dort Kontakt mit Triebel auf. Er fragt er sie nach Maria Luísa. Emma erwidert, Maria Luísa habe ihn nach seiner damaligen Abreise immer geliebt, sei aber beim Baden ertrunken. Sie deutet an, dass es ein Suizid gewesen sei. Triebel trifft aber auch noch die ehemalige Schulfreundin Eliza, die einen Suizid völlig ausschließt, da Maria Luisa sehr glücklich gewesen sei.
Dahlke setzt sich über Montevideo in die Staaten ab. Der Republikflüchtling wollte die gläserne Frau nach Uruguay mitnehmen, doch Triebel hatte das kostbare Exponat bereits zum Schiff bringen lassen. Zuhause muss er sich dafür rechtfertigen, dass er die Fluchtabsichten Dahlkes nicht vorab erkannt hatte.
In der DDR
Triebel promoviert erfolgreich und bildet sich stets als Tropenmediziner fort. Weil Maria Luísa aus Ilmenau stammt, geht Triebel als Assistenzarzt dort in ein Krankenhaus. Auf dem Friedhof sucht er das Grab einer ihm unbekannten Frau Wiegand auf. Im Hause seines Ilmenauer Chefs lernt er die junge Herta Gehring kennen. Bevor Triebel einem Ruf zu einer tropenmedizinischen Konferenz nach Bahia folgt, schenkt ihm Herta Feldblumen. Dafür küsst er sie und schenkt ihr einen Ring.
Ernst Triebels dritte Reise
Triebel nimmt an einem medizinischen Kongress in Bahia teil. Das Schiff fährt danach nach Santos. Dort steigt Triebel im Excelsior ab. Rodolfo – er hat sich kaum verändert – stellt ihm seine Frau am Spieltisch vor. Maria Luísa steht vor Triebel. Es findet kein Erkennen ihrerseits statt. Die Dame wendet sich ab und setzt ihr Glücksspiel fort. Triebel denkt: „Sie war es – sie war es nicht.“ Eine schließlich unbeantwortbare Frage bleibt: Hat sich Maria Luísa völlig verändert?
Auf der anschließenden Überfahrt nach Rostock fragt sich der Ich-Erzähler Franz Hammer: „Wie läßt sich denn solche Trauer wie die von Triebel überwinden?“
Anna Seghers stellt so etwas wie ein Happy End in Aussicht. Triebel sagt: „Es ist sogar möglich, Hammer, daß mich Herta in Rostock abholt.“ Die Erzählung bricht vor der Rostocker Hafeneinfahrt ab.

## Selbstzeugnis
An der Figur des Arztes Triebel habe Anna Seghers ihre Ansicht vom „weitergebenden und erkenntnisklärenden“ Erzählen veranschaulicht – „aufwühlende Vergegenwärtigung und gelassene Distanzierung in einem“.

## Verfilmung
- 30. September 1984, Deutscher Fernsehfunk: Überfahrt. TV-Film von Fritz Bornemann mit Edwin Fernández, Alfred Müller, und Alicia Pedroso.[20]

## Rezeption
Zeitgenossen
- 3. Januar 1972, Der Spiegel: Stille Herta
- 1973, Kurt Batt: Indem im Titel der Artikel fehlt, verweist Überfahrt sinnbildlich „auf Durchgang, Überwindung, Wandlung, Veränderung“[21]. Überfahrt sei, genauer gesagt, unter anderen auch zu verstehen als „Durchgang in eine neue Welt“.[22] Triebel nimmt Abschied von seiner Maria Luísa, indem er Franz Hammer drei Wochen lang von ihr erzählt. Der Erzähler wird erst daheim angekommen sein, nachdem er sich von der Geliebten verabschiedet hat.[23] Dieser Prozess ist kurz vor Reiseende nicht abgeschlossen.
- 1977, Heinz Neugebauer: Anna Seghers´ Komposition und Ausführung erinnern an Conrads Herz der Finsternis (1899).[24] Triebels Brasilien-Aufenthalte liegen zwischen 1938 und etwa 1954.[25][A 5] Triebel bezieht Franz Hammer in die Erforschung von Maria Luísas Schicksal ein: War es nun „Selbstmord, Unfall, völlige Veränderung“?[26] Jedenfalls konnte sich Maria Luísa trotz ihrer Liebe zu Triebel nicht für die Reise ins zertrümmerte Deutschland entscheiden und weicht in die Ehe mit Rodolfo aus.[27]

Neuere Äußerungen
- 1984, Elke Mehnert: Anna Seghers´ »Überfahrt« Weimarer Beiträge 4 (1984), S. 629–642[28]
- 1985, Sigrid Bock: „Nachzudenken über die Kraft der Liebe. Anna Seghers´ Überfahrt.“[29]
- 1992, Ute Brandes schreibt zur Rahmenerzählung: „Die Weite des Meeres und das kleine menschliche Schiff verleihen dem Erzählraum eine zeitlose symbolische Tiefe.“[30]
- 1993, Andreas Schrade: Die Autorin hat „diese ernste Stille“ auf dem Schiff gegen „sinnlos wilde Geschäftemacherei“ auf den Kontinenten gesetzt.[31] Indem sich die beiden Erzähler gegenseitig behutsam kommentieren, drängt Anna Seghers das dominant Emotionale der Liebesgeschichte gebührend zurück.[32]
- 2000, Sonja Hilzinger interpretiert die Enttäuschung vor der erloschenen Liebe, artikuliert in Triebels Spruch „was so geleuchtet hat, kann doch nicht plötzlich erloschen sein“ als Vorahnung der Anna Seghers vom Scheitern des Sozialismus.[33]
- 2000, Sonja Hilzinger: „Gedächtnis der Verluste. Zu Anna Seghers´ Erzählung Überfahrt.“[34]

### Erstausgaben
- Anna Seghers: Überfahrt. Eine Liebesgeschichte. Aufbau Verlag, Berlin 1971, 175 Seiten
- Anna Seghers: Überfahrt. Eine Liebesgeschichte. Luchterhand, Neuwied 1971, 175 Seiten

### Ausgaben
- Überfahrt. Eine Liebesgeschichte. S. 277–411 in: Anna Seghers: Erzählungen 1963–1977. (Die Kraft der Schwachen. Das wirkliche Blau. Überfahrt. Sonderbare Begegnungen (Sagen von Unirdischen. Der Treffpunkt. Die Reisebegegnung) Steinzeit. Wiederbegegnung) Band XII. Gesammelte Werke in Einzelausgaben. Aufbau-Verlag, Berlin 1981 (2. Aufl.), 663 Seiten, ohne ISBN (verwendete Ausgabe)
- Anna Seghers: Überfahrt. Eine Liebesgeschichte. Luchterhand (Sammlung Luchterhand 442), Darmstadt 1982, ISBN 3-472-61442-0
- Anna Seghers: Überfahrt. Eine Liebesgeschichte. Aufbau Verlag (Aufbau-Taschenbücher 5170), Berlin 1997 (2. Aufl.), ISBN 3-7466-5170-0

### Sekundärliteratur
- Heinz Neugebauer: Anna Seghers. Leben und Werk. Mit Abbildungen (Wissenschaftliche Mitarbeit: Irmgard Neugebauer, Redaktionsschluss 20. September 1977). 238 Seiten. Reihe „Schriftsteller der Gegenwart“ (Hrsg. Kurt Böttcher). Volk und Wissen, Berlin 1980, ohne ISBN
- Kurt Batt: Anna Seghers. Versuch über Entwicklung und Werke. Mit Abbildungen. 283 Seiten. Reclam, Leipzig 1973 (2. Aufl. 1980). Lizenzgeber: Röderberg, Frankfurt am Main (Röderberg-Taschenbuch Bd. 15), ISBN 3-87682-470-2
- Ute Brandes: Anna Seghers. Colloquium Verlag, Berlin 1992. Bd. 117 der Reihe „Köpfe des 20. Jahrhunderts“, ISBN 3-7678-0803-X
- Andreas Schrade: Anna Seghers. Metzler, Stuttgart 1993 (Sammlung Metzler Bd. 275 (Autoren und Autorinnen)), ISBN 3-476-10275-0
- Sonja Hilzinger: Anna Seghers. Mit 12 Abbildungen. Reihe Literaturstudium. Reclam, Stuttgart 2000, RUB 17623, ISBN 3-15-017623-9